# Ernst Wanner
Ernst Wanner (* 4. Januar 1917 in Stuttgart; † 20. November 2002 in Aalen) war ein deutscher Maler, Grafiker und Bildhauer. Neben der Beschäftigung mit religiösen Themen griff er mit seinen Bildern auch in die aktuelle gesellschaftliche und politische Diskussion ein, etwa mit Themen wie „Mein Bauch gehört mir“, „Im Fadenkreuz“ (Terrorismus) oder „Vergewaltigungen in Bosnien“.

## Leben
Nach dem Abitur 1936 studierte er an der Staatlichen Akademie der Bildenden Künste in Stuttgart  bei Hans Spiegel. 1940 bis 1941 leistete Ernst Wanner Kriegsdienst und wurde verwundet. 1941 bis 1942 studierte er wieder an der Akademie für graphische Künste und Buchgewerbe (heute: Hochschule für Grafik und Buchkunst) in Leipzig bei Alois Kolb und an der Kunstakademie Stuttgart bei Hermann Mayrhofer und Heinrich Kissling. Von 1942 bis 1944 wurde er wieder zu Kriegsdienst herangezogen.
1946 ließ er sich in Aalen nieder. In den Jahren 1946 bis 1950 bildete er sich bei dem Stuttgarter Maler Heinrich Kübler weiter. Er nahm 1947 an der Nachkriegsausstellung der Stuttgarter Sezession teil. Von 1947 bis 1982 unterrichtete er an der VHS Aalen. Seit 1967 war er Farbberater der Stadt Aalen. Ernst Wanner schuf Kunstwerke auf zahlreiche öffentliche Aufträge in Württemberg wie Glasmalereien und Mosaike. Sein künstlerischer Schwerpunkt lag auf Tafelmalerei, Kunst am Bau und Grafik.

## Werkverzeichnis
(Auswahl)

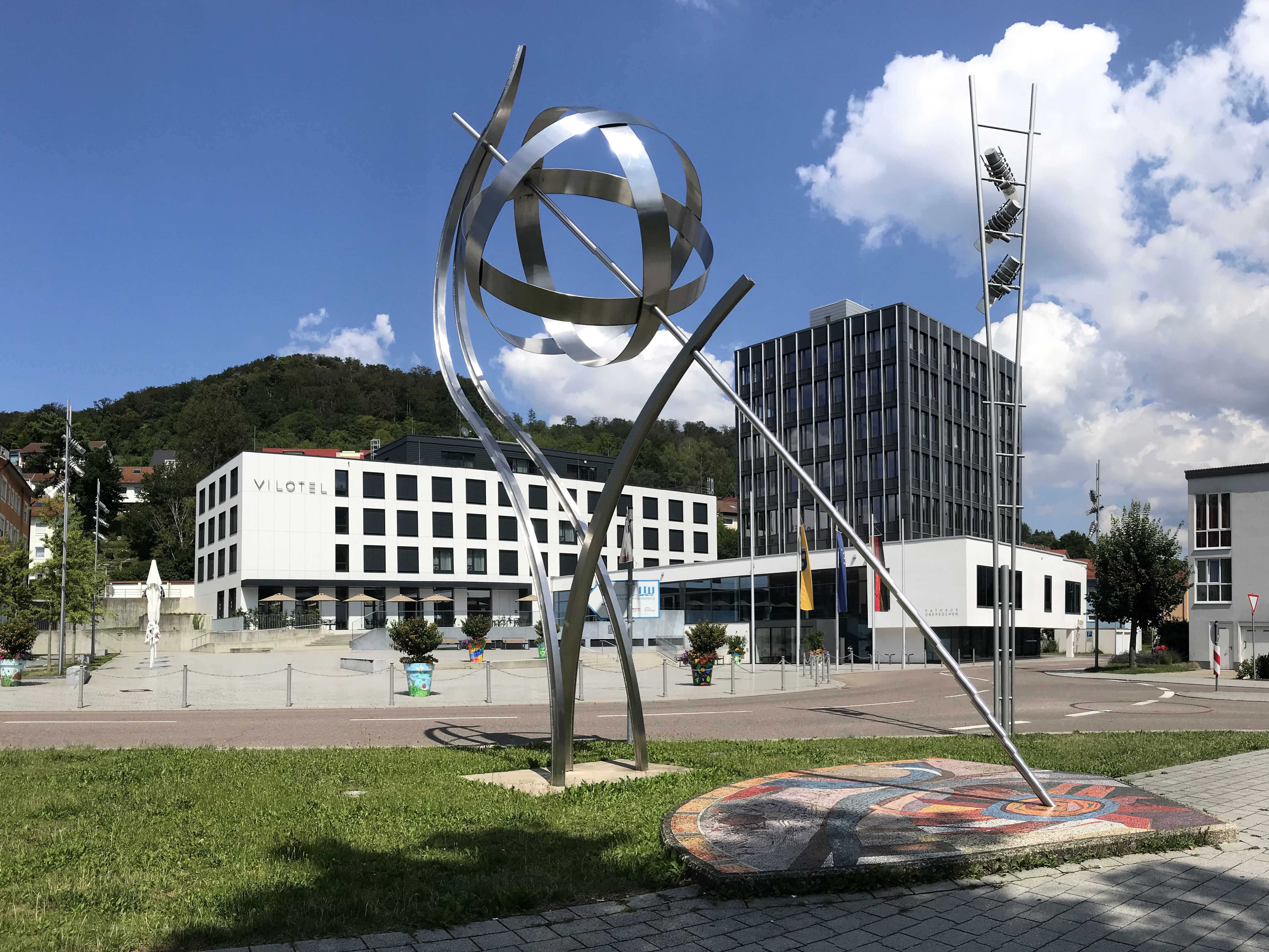
Sonnenuhr am Eugen-Bolz-Platz in Oberkochen

- Bären, 1953, Sgraffito, Reichsstädter Straße 5 Aalen, ca. 200 cm × 100 cm.
- Familie Henne, ca. 1964, Wandplastik aus Bandeisen, 275 cm × 285 cm.
- Sonnenuhr, 1968, Eugen-Bolz-Platz in Oberkochen[2]
- Alttestamentliche Spuren, 1984, Öl, 80 cm × 127 cm
- Der verführerische Charme des Wassers, 1985, Öl, 85 cm × 140 cm
- Abraham, 1988, Öl, 90 cm × 107 cm
- Am Ende das Gedenken, 1990, Öl, 65 cm × 80 cm
- Am Anfang des Weges, 1991, Öl, 75 cm × 90 cm
- 3. Welt, 1992, Öl, 90 cm × 140 cm
- Sommer, 1992, Öl, 90 cm × 100 cm
- Kreuzigung, 1992, Öl-Mischtechnik, 110 cm × 140 cm
- Der beschädigte Schlüssel Petri, 1992, Öl, 110 cm × 140 cm
- Die letzte Tür, 1992, Öl, 105 cm × 140 cm
- Sommernachtstraum, 1993, Öl, 180 cm × 193 cm
- Verheilender Windbruch, 1993, Öl, 75 cm × 90 cm
- Die rote Karte, 1993, Öl, 105 cm × 155 cm
- Vergewaltigung im Krieg, 1993, Öl, 90 cm × 100 cm
- Ravel-Bolero-Notenblatt, 1994, Öl, 75 cm × 90 cm
- Fruchtiger Herbst, 1994, Öl, 90 cm × 100 cm
- Trotz Zuwendung fast ausweglos, 1994, Öl, 120 cm × 155 cm
- Archäologischer Fund, 1994, Öl, 90 cm × 140 cm
- Ethnisch verwirrter Krieger, 1994, Öl, 100 cm × 140 cm
- Schamane, 1994, Öl, 105 cm × 140 cm
- Kulturspiegel W-O, Diptychon, 1994, Öl, Mischtechnik, 90 cm × 140 cm, 110 cm × 140 cm
- Winter, 1995, Öl, 85 cm × 100 cm
- Jerusalem und die drei Religionen, 1995, Öl, 70 cm × 80 cm
- Wohlstandsgesellschaft verkommt, 1995, Öl, 100 cm × 155 cm
- Techno-Trance, 1995, Öl, 115 cm × 155 cm
- Soutane im Spannungsfeld, 1995, Öl, 100 cm × 110 cm
- Die diabolische Nadel, 1995, Öl, 90 cm × 140 cm
- Karriere-Tanz, 1995, Öl, 65 cm × 80 cm
- Narkose-Zustand, 1996, Öl, 75 cm × 100 cm
- Der Pharao Amenhotep träumt, 1996, Öl, 120 cm × 160 cm
- Tobel, 1995, Gouache, 40 cm × 60 cm
- Sickerwasser, 1996, Gouache, 40 cm × 60 cm